# Estrela Guia (álbum)
Estrela Guia é o terceiro CD solo do cantor Alexandre Pires, lançado em 18 de março de 2003. O álbum foi o segundo CD de Alexandre a ser lançado em versão espanhol, intitulado "Estrella Guia", para os países latino-americanos e Europa. O álbum contou com as participações de Alejandro Sanz em "Solo Que Me Falta" e de Rosário Flores na música "Inseguridad". O primeiro single do álbum "Amame" foi um sucesso estrondoso nos países latinos e ganhou uma versão em português intitulada "Vem Me Amar". Enquanto "Quietemonos La Ropa" fazia sucesso no exterior como segundo single, foi lançada no Brasil a canção "Bum Bum Bum". O álbum alcançou a posição #12 no Top Latin Albums da Billboard e ficou nos charts por 44 semanas. No Brasil o álbum foi certificado disco de ouro.
As faixas "É Melhor Parar" (português) e "Es Mejor Parar" (espanhol) são duas versões de "I Just Wanna Stop" de Gino Vannelli.

## Faixas

### Versão Espanhol[1]
1. Ay! Corazon
2. Amame
3. Quitemonos la Ropa
4. En El Silencio Negro De La Noche
5. Solo Que Me Falta
6. Todavia
7. Se Busca Una Mujer
8. Estrella Guia
9. Bum Bum Bum
10. Inseguridad
11. Para Sentir Aquello
12. A Gozar la Vida
13. Es Mejor Parar (I Just Wanna Stop)
14. Dos Locos Enamorados
15. Prisionero De Amor

### Versão Brasileira[10]
1. Vem Me Amar
2. Bum Bum Bum
3. Eu Tiro a Sua Roupa
4. Eu Ainda Não Sei
5. Ai, Coracão
6. É Melhor Parar (I Just Wanna Stop)
7. Estrela Guia
8. Prisioneiro Do Amor
9. Para Viver Aquilo
10. Neguinho Danado
11. En el Silencio Negro de la Noche
12. Inseguridad
13. Solo Que Me Falta

## Singles
- "Amame" é o primeiro single do álbum. Foi lançada em 11 de janeiro de 2003. Pires cantou a canção ao lado cantora norte-americana Kelly Clarkson no Latin Grammy Awards 2003.[11] A canção alcançou a posição #2 na Billboard: Latin Songs e #1 na Billboard Latin Pop Songs.[4]
- "Quietemonos La Ropa" foi o segundo single lançado em 3 de maio de 2003. Alcançou a posição #3 na Billboard Latin Songs & Latin Pop Songs.[5]
- "En el Silencio Negro de la Noche" foi o terceiro single lançado em 13 de setembro de 2003. Alcançou a posição #24 na Latin Songs e #14 na Latin Pop Songs.[6]

## Charts
| Tabelas musicais (2003/2004)                | Melhor posição |
| ------------------------------------------- | -------------- |
| Estados Unidos - Billboard Top Latin Albums | 12             |
| Estados Unidos - Latin Pop Albums           | 6              |